# Montusclat
Montusclat é uma comuna francesa na região administrativa de Auvérnia-Ródano-Alpes, no departamento de Alto Loire. Estende-se por uma área de 10,91 km². Em 2010 a comuna tinha 133 habitantes (densidade: 12,2 hab./km²).